# Auster J/1
Die Auster J/1 Autocrat war ein einmotoriges dreisitziges Propellerflugzeug des britischen Herstellers Auster Aircraft aus den 1940er Jahren.

## Geschichte
Nach dem Zweiten Weltkrieg entschloss sich Taylorcraft (England), das bewährte Beobachtungsflugzeug Taylorcraft Auster zu einem Reiseflugzeug weiterzuentwickeln. Zunächst erhielt eine Auster V versuchsweise einen Blackburn-Cirrus-Minor-II-Motor. Parallel dazu entstand ein Prototyp, der den Namen „Taylorcraft Auster V Series J/1 Autocrat“ erhielt. Mit der Umbenennung des Unternehmens in Auster Aircraft am 8. März 1946 wurde auch der Name des neuen Modells auf Auster J/1 Autocrat verkürzt.
Die Autocrat war als Hochdecker ausgelegt und besaß einen stoffbespannten Stahlrohrrumpf. Sie verfügte über ein Spornradfahrwerk und einen Zweiblattpropeller. Hinter den zwei vorderen Plätzen befand sich noch ein dritter Sitz.
Die erste Serienmaschine wurde im Dezember 1945 ausgeliefert, die Produktion endete 1952. Mit über vierhundert Exemplaren war die Autocrat eines der erfolgreichsten Nachkriegsflugzeuge Großbritanniens. Auf der Basis der J/1 entstanden in den folgenden Jahren noch weitere Flugzeugtypen.
Am 15. Oktober 1946 landete die Autocrat des englischen Magazins The Aeroplane (Registrierung G-AERO) als erstes britisches Zivilflugzeug auf einem Flugzeugträger, der Illustrious.

## Versionen
- Auster J/1 Autocrat – Serienmodell mit einem Blackburn-Cirrus-II-Motor
- Auster J/1A Autocrat – viersitzige Version
- Auster J/1B Aiglet – Agrarflugzeug mit einem de Havilland Gipsy Major I und vergrößertem Seitenleitwerk
- Auster J/1N Alpha – J/1 mit einem Gipsy Major I
- Auster J/1S Autocrat – J/1 mit einem Gipsy Major 10 Mk 2-2
- Kingsford Smith Kingsmith – Eine Auster J/1 wurde in Australien von Kingsford Smith Aviation Services, mit einem Avco Lycoming O-320 mit 112 kW und anderen Verbesserungen (unter anderem bessere Sitze und Schallschutz) ausgestattet

## Militärische Nutzer
- Iran
- Israel
- Kuwait
- Jordanien
- Rhodesien: 1
- Südrhodesien: 1
- Pakistan

## Technische Daten
| Kenngröße             | Daten                                                       |
| --------------------- | ----------------------------------------------------------- |
| Besatzung             | 1                                                           |
| Passagiere            | 2                                                           |
| Länge                 | 7,70 m                                                      |
| Spannweite            | 10,97 m                                                     |
| Höhe                  | 1,98 m                                                      |
| Flügelfläche          | 17,19 m²                                                    |
| Flügelstreckung       | 7,0                                                         |
| Leermasse             | 478 kg                                                      |
| Startmasse            | 841 kg                                                      |
| Höchstgeschwindigkeit | 194 km/h                                                    |
| Dienstgipfelhöhe      | 4300 m                                                      |
| Reichweite            | 515 km                                                      |
| Triebwerk             | ein Kolbenmotor Blackburn Cirrus Minor 2 mit 76 kW (103 PS) |